# Süleymaniye-moskee (Istanbul)
De Süleymaniye-moskee of Soleimanmoskee is een grote moskee in Istanbul. De moskee werd ontworpen door de architect Sinan in opdracht van de Ottomaanse sultan Süleyman I. De bouw duurde van 1550 tot 1557.

## Geschiedenis
Nadat Constantinopel in 1453 in Ottomaanse handen viel, werd de grote kathedraal van de stad, de Hagia Sophia, in gebruik genomen als moskee. In de loop van de 15e en 16e eeuw werden veel nieuwe moskeeën gebouwd, meestal volgens een ontwerp afgeleid van de Hagia Sophia, die het grootst bleef. Süleyman wilde daar verandering in brengen door een nog grotere moskee te bouwen. Hij zag zichzelf als opvolger van de legendarische koning Salomo, die de eerste tempel op de Tempelberg bouwde.
De locatie van de Süleymaniye-moskee, hoog boven de stad uittorenend, geeft inderdaad de indruk dat de moskee de grootste van de stad is. In feite is hij echter iets kleiner dan de Hagia Sophia. Aan het begin van de 20e eeuw werd de Hagia Sofia een museum en functioneerde de Süleymaniye-moskee als grootste gebedshuis in de stad Istanbul. Toen aan het einde van de 20e eeuw de kemalistische, seculaire politiek plaatsmaakte voor de islamistische regering van Erdoğan werd de Hagia Sofia weer als grootste moskee in gebruik genomen.
Sinan bouwde de moskee met veel ramen waardoor het binnen lichter is dan in de Hagia Sophia en oudere moskeeën van Istanbul. Het gebouw is 58 bij 59 meter groot en de grote koepel is 53 meter hoog en meet 27,25 meter in diameter. Aan de voorkant van de moskee bevinden zich vier minaretten (in de Ottomaanse bouwkunst mocht alleen de sultan een moskee met vier minaretten bouwen, leden van de koninklijke familie mochten maximaal twee minaretten toevoegen en bij moskeeën gebouwd door anderen mocht maar één minaret worden gebouwd). Tussen de vier minaretten bevindt zich een grote marmeren binnenplaats (avlu). In het complex van de moskee bevinden zich ook een karavanserai (sarayı), een gaarkeuken (imaret), een ziekenhuis (durüşşifa), vier islamitische scholen (medrese) en een badhuis, de Süleymaniye-hamam. De moskee wordt omringd door een groot park, aan de oostzijde is een begraafplaats waar zich de twee mausoleums (türbes) van Süleyman en zijn vrouw Roxelane bevinden. Ook de sultansdochter Mihrima, zijn moeder Dilaşub Saliha, zijn zuster Asiye en de (veel) latere sultans Süleyman II en Ahmed II en prinses Safiye liggen in de mausoleums begraven. Ten noorden van de moskee ligt het graf van architect Sinan.
In 1660 woedde een brand in de moskee, in opdracht van sultan Mehmet IV restaureerde de architect Fossati de moskee. Fossati maakte de moskee echter meer barok in stijl, daarbij het origineel ernstig beschadigend. In de 19e eeuw werd de moskee weer in zijn oude glorie hersteld. In de Eerste Wereldoorlog werd de binnenplaats gebruikt als munitiedepot, in een ongeluk explodeerde de opgeslagen munitie. Pas in 1956 werd de moskee weer gerestaureerd. Tegenwoordig is het behalve een gebedshuis ook een trekpleister voor toeristen, hoewel minder bezocht dan de Sultan Ahmetmoskee.

## Galerij

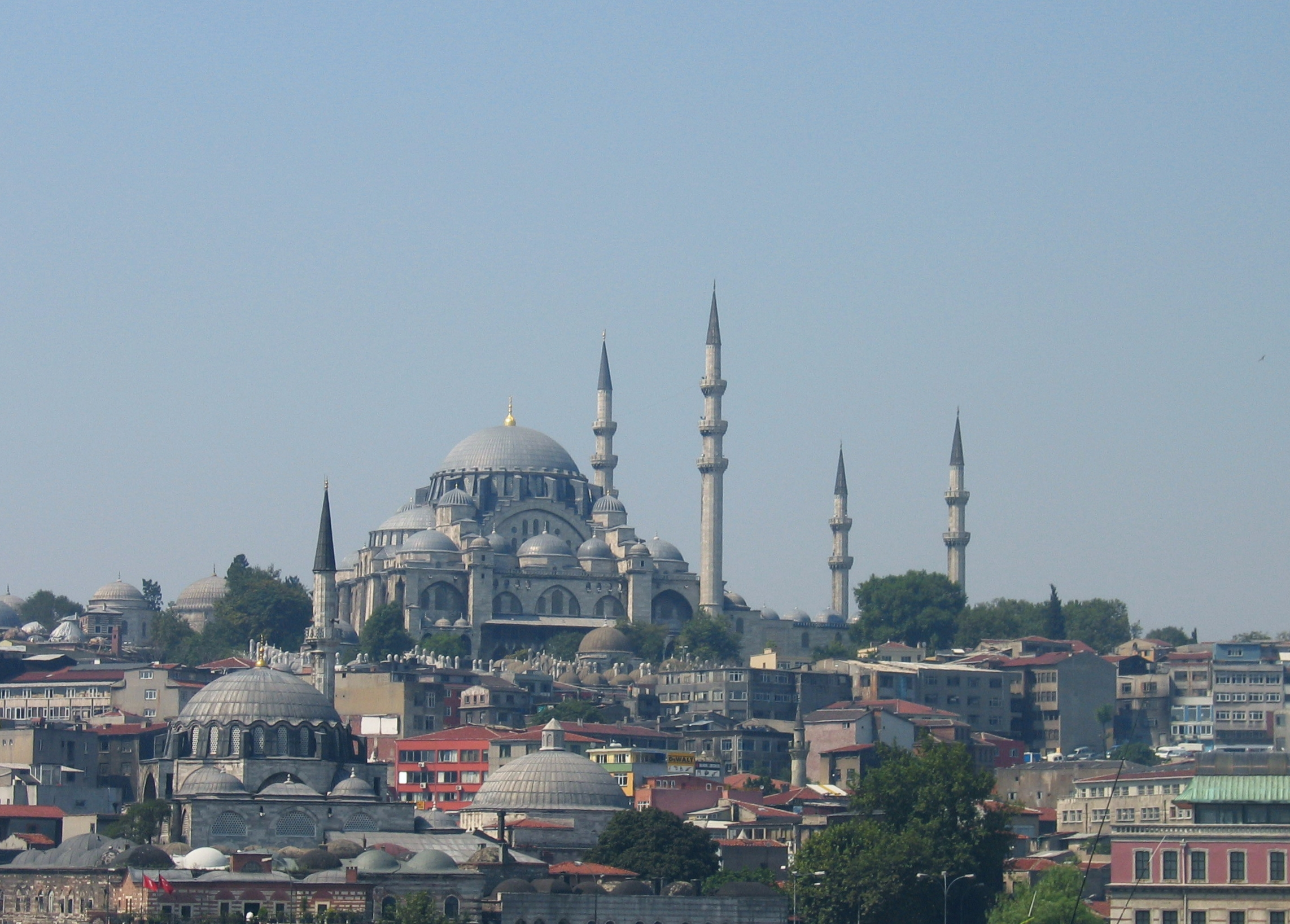
De Süleymaniye-moskee ligt op een van de '7 heuvels' van het oude Istanbul.
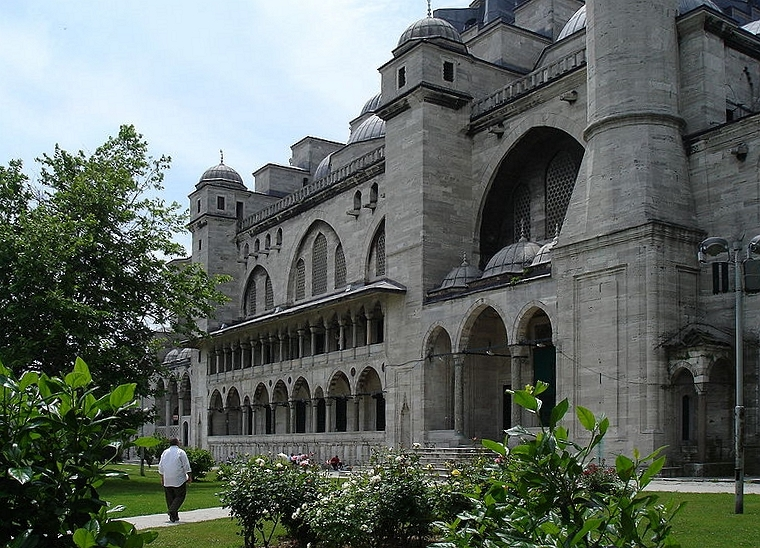
De zijkant van de moskee.
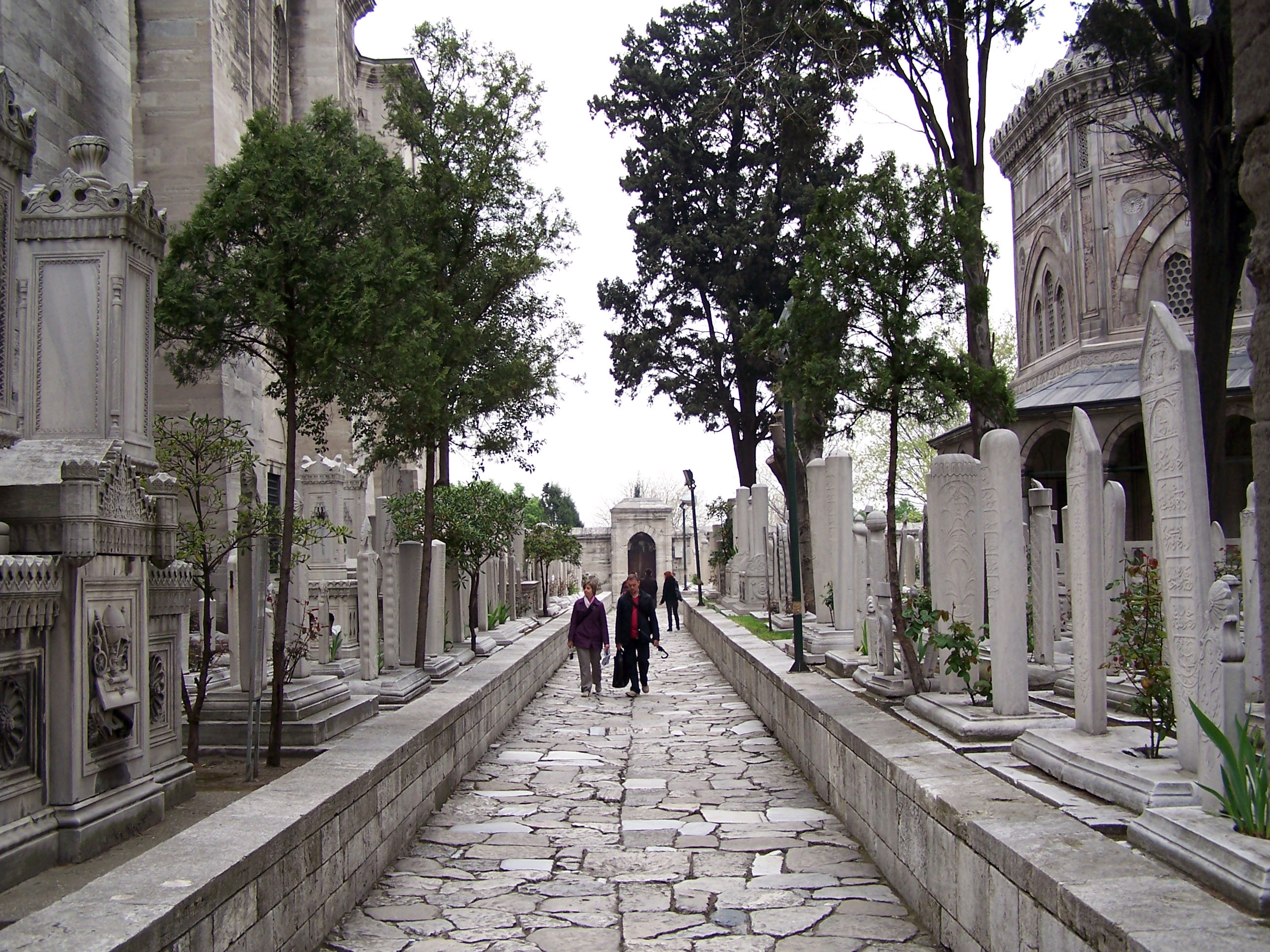
Begraafplaats van het complex.
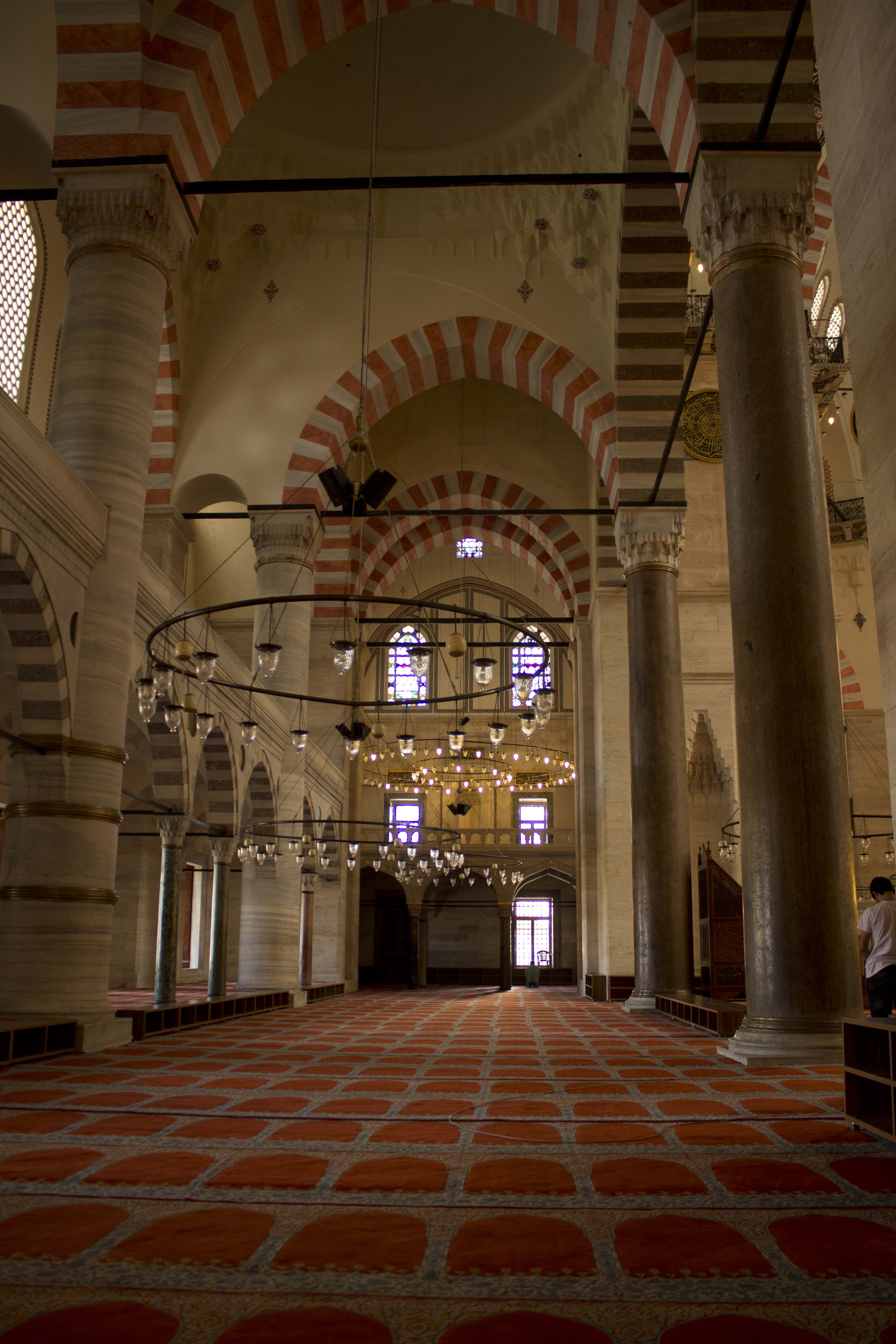
De noordelijke beuk van de moskee.
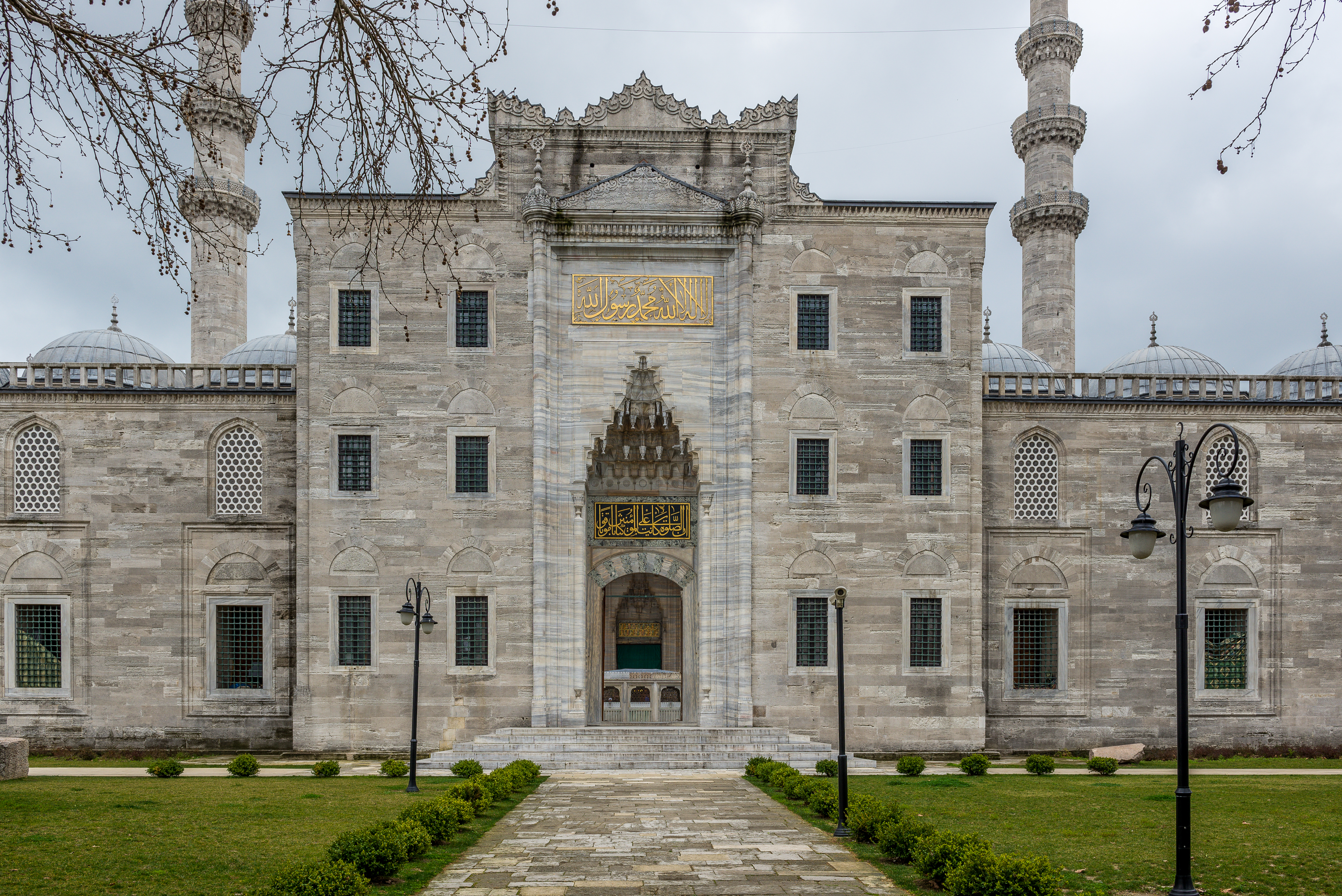
Hoofdingang van het complex.
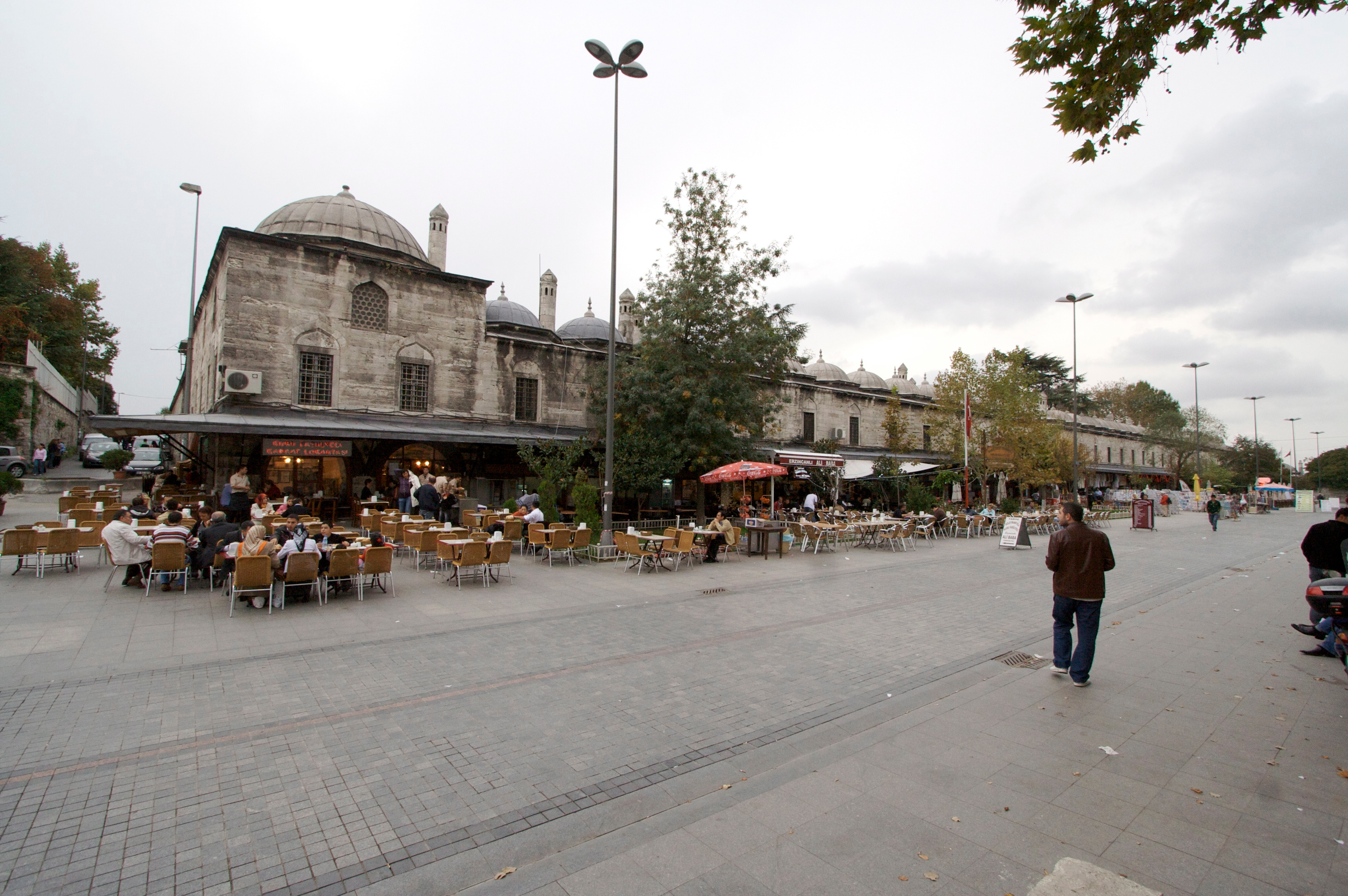
In de bijbehorende bibliotheek zijn vele originele werken te bezichtigen uit de 17e eeuw.
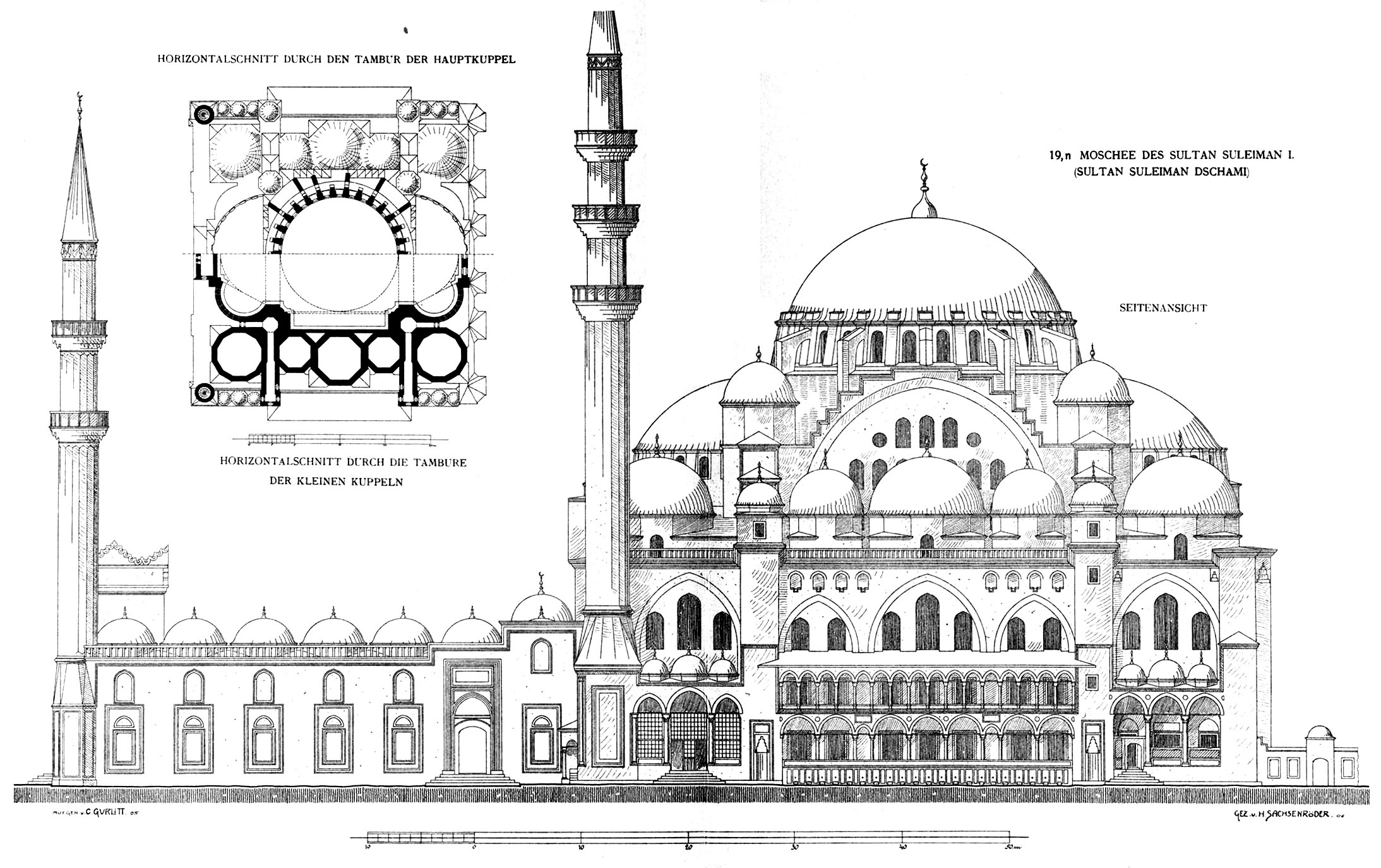
Plattegrond en aanzicht.
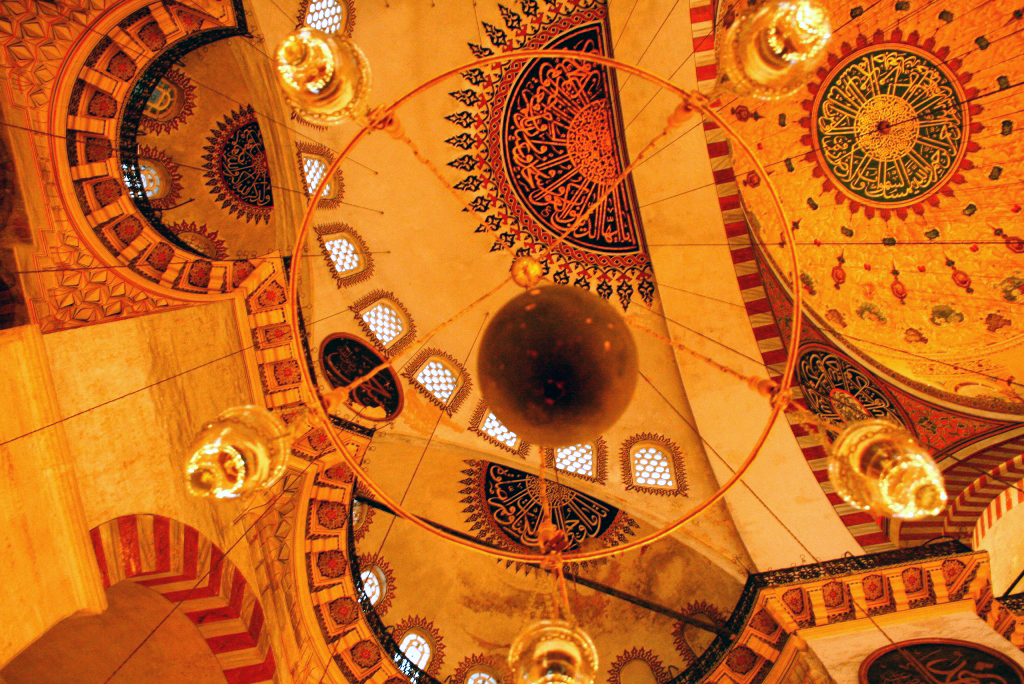
Koepels van de moskee.